# گوسفند سومالیایی

گله‌ای از گوسفندان سومالی

گوسفند سومالیایی که بعضی اوقات با نام بِربِرای سرسیاه شناخته می‌شود نوعی گوسفند بومی پشمی از کشور سومالی است. این حیوان بیشتر برای گوشت پرورش داده می‌شود و از اقلام عمده صادراتی سومالی است.

## ظاهر
این گوسفند سفید رنگ با کلهٔ سیاه است. تجارت این نوع گوسفند به‌طور مداوم به کشورهای شورای همکاری خلیج به‌ویژه به عربستان سعودی صورت می‌گیرد؛ هرچند باید گوشت این نوع گوسفند را با کیفیت پایین در نظر گرفت. گوسفندهای سومالی نشأت گرفته از گوسفند سرسیاه ایرانی است که در اواخر قرن نوزدهم و اوایل قرن بیستم در آفریقای جنوبی رشد یافته‌اند و به‌طور گسترده‌ای در بسیاری از نقاط آفریقا و جاهای دیگر در مناطق گرمسیری پرورش داده می‌شوند.